# سنت جرج (آلاسکا)
سنت جرج (به انگلیسی: Saint George) شهری در ناحیه سرشماری الوتینس غربی، آلاسکا ایالت آلاسکا است که جمعیت آن در سرشماری سال ۲۰۰۰ میلادی ۱۵۲ نفر بوده‌است.